# Keith Floyd
Keith Floyd (28. december 1943 – 14. september 2009) var en engelsk TV-kok på BBC.